# Roel Brouwers
Roel Brouwers (wym. /ˈruɫ ˈbrɑwərs/; ur. 28 listopada 1981 w Heerlen) – holenderski piłkarz występujący na pozycji obrońcy.

## Kariera
Brouwers zawodową karierę rozpoczynał w 2001 roku w Rodzie Kerkrade z Eredivisie. W tych rozgrywkach zadebiutował 20 kwietnia 2002 w zremisowanym 0:0 spotkaniu z SC Heerenveen. 21 sierpnia roku w wygranym 4:3 pojedynku z SC Heerenveen strzelił pierwszego gola w Eredivisie. W sumie w Rodzie Brouwers spędził 4 lata. W tym czasie rozegrał tam 50 ligowych spotkań i zdobył 1 bramkę.
W 2005 roku za 200 tysięcy euro odszedł do niemieckiego zespołu SC Paderborn 07 grającego w 2. Bundeslidze. Pierwszy mecz zaliczył w niej 7 sierpnia 2005 roku przeciwko SpVgg Unterhaching (0:3). W trakcie 2 lat gry dla Paderbornu, Brouwers wystąpił tam w 59 meczach, w których strzelił 7 goli.
W 2007 roku za 250 tysięcy euro Brouwers trafił do Borussii Mönchengladbach, również z 2. Bundesligi. W 2008 roku awansował z zespołem do Bundesligi. W tych rozgrywkach zadebiutował 17 sierpnia 2008 w przegranym 1:3 spotkaniu z VfB Stuttgart. 4 października 2008 w przegranym 1:2 pojedynku z 1. FC Köln strzelił pierwszego gola w Bundeslidze. Zawodnikiem Borussii był do 2016 roku. Potem odszedł do Rody Kerkrade, w której barwach w tym samym roku zakończył karierę.
W Bundeslidze rozegrał 156 spotkań i zdobył 13 bramek.